# Albert Döderlein

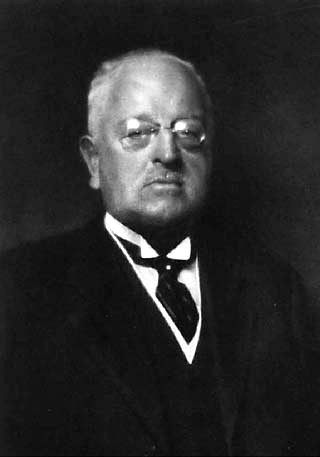
Albert Döderlein

Albert Sigmund Gustav Döderlein (5 de julho de 1860 - 10 de dezembro de 1941) foi um ginecologista e cirurgião alemão. Foi o primeiro a observar e deu nome aos bacilos de Döderlein responsáveis pela manutenção do pH vaginal ácido, o que possibilita a não proliferação excessiva de outros microorganismos que poderiam causar patogenia.
Discípulo de Pasteur, recebeu seu doutorado em medicina em 1884 e posteriormente lecionou em Groningen, Tübingen e Munique.